# South Stack
South Stack (in gallese: Ynys Lawd) è un isolotto sul Mare d'Irlanda situato al largo dell'isola gallese di Holy Island, nella contea di Anglesey (Galles nord-occidentale). Rappresenta il punto più occidentale della contea di Anglesey e costituisce uno dei siti naturalistici più frequentati della contea medesima.

## Geografia fisica
South Stack si trova a circa 3 miglia al largo della città di Holyhead.
Sull'isolotto si ergono scogliere dell'altezza di 100 metri, dalle quali sono visibili Bardsey Island e la penisola di Llŷn.

## Fauna
South Stack ospita una nutrita colonia di uccelli marini.
Durante la stagione primaverile, sono visibili, tra l'altro, pulcinelle di mare, gazze torde, ecc.

## Monumenti e luoghi d'interesse

### Architetture civili

#### Faro di South Stack
Principale luogo d'interesse dell'isola è rappresentato dal faro di South Stack, costruito nel 1809 su progetto di Daniel Alexander, un supervisore della Trinity House.
|  |

### Siti archeologici
Tra i luoghi d'interesse di South Stack, figura inoltre Tŷ Mawr, un villaggio preistorico costituito da 8 capanne risalenti al 6000 a.C. ca.

## South Stack nella cultura di massa
- Un tratto delle scogliere di South Stack compare nella copertina dell'album dei Roxy Music del 1975 Siren[6]